# Gröna revolutionen

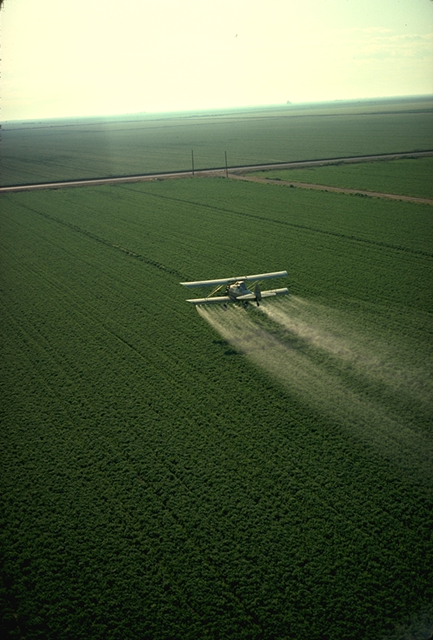
Gröna revolutionen påbörjades under 1950- och 60-talen.

Gröna revolutionen påbörjades under 1950- och 60-talen. Bland annat växtförädling och nya jordbruksmetoder skulle användas för att hjälpa utsatta u-länder som Indien. Norman Borlaug anses vara den viktigaste vetenskapsmannen bakom revolutionen.
Initiativen av livsmedelssäkerhet, som ges äran för att ha räddat över en miljard människor undan svält, involverade utvecklandet av högavkastande utsäden, expansion av infrastrukturen för bevattning, moderniseringen av företagsstrukturer samt spridandet av förädlade frön, konstgödsel och bekämpningsmedel bland bönderna.
Den gröna revolutionen har kritiserats för att genom att eliminera olika sädesslags diversitet i förmån för industriell produktion av mat medfört att djurs foder blivit betydligt mindre i både mängd och näring. Ytterligare kritik har framförts av forskare, som säger att det är en myt att den gröna revolutionen förhindrade en svältkatastrof.   Andra forskare har lyft fram oönskade effekter och negativa effekter på miljö (stort behov av vatten för bevattning, konstgödsel och kemikalier), hälsa, fattig landsbygdsbefolkning och livsmedelssäkerhet (monokulturer och skadlig inverkan på sociala strukturer). Mer kommunikation med de länder där förändringarna genomfördes kunde ha medfört bättre anpassning till lokala förhållanden. 